# تي آر دي

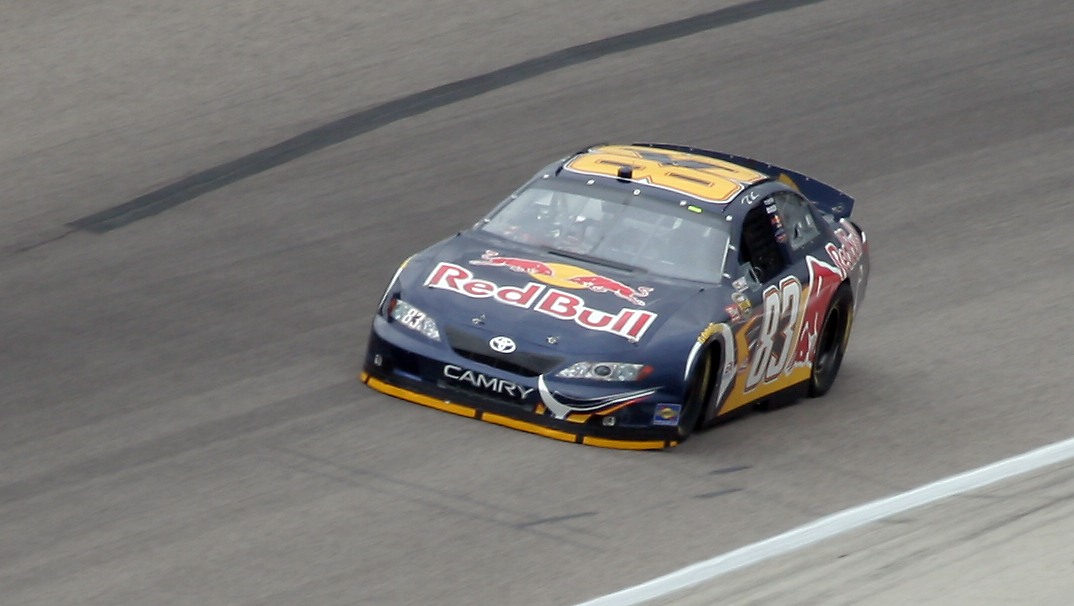
إحدى طرازات كامري المشاركة بسباقات ناسكار تم تطويرها بواسطة تي آر دي و فريق ريد بول

تي آر دي أو تطوير تويوتا للسباقات (بالإنجليزية: Toyota Racing Development أو اختصاراً TRD)‏ هي إحدى فروع شركة تويوتا للسيارات و تقوم بتصنيع قطع غيار ما بعد البيع الرياضية لكل من سيارات تويوتا ، لكزس و سايون.
يقوم هذا الفرع بتطوير قطع الغيار و توفيرها لسيارات الطرق العادية لدعم كفائتها وتلبية لرغبات بعض عشاق رياضات السيارات. توفر عدة قطع مثل أنظمة التعليق و الفرامل و الإطارات وغيرها. تتوفر هذه القطع من خلال موزعيها، كما تم تغيير اسم قطعها المخصصة لسيارات لكزس إلى إف-سبورت لتمييزها عن تي آر دي. يوجد لبعض شركات السيارات فروع مماثلة مثل مازداسبيد (مازدا) ، نيسمو (نيسان) ، راليارت (ميتسوبيشي) ، ميوجن (هوندا) ، إس تي آي (سوبارو) ، أ إم جي (مرسيديس) ، إم (بي إم دابليو) و آر إس (أودي).